# Kurt Meyer
Kurt "Panzer" Meyer (23. prosinec 1910, Jerxheim, Německo – 23. prosinec 1961, Hagen) byl nacista, generálmajor Waffen-SS a odsouzený válečný zločinec.

## Život
Meyer se narodil jako syn nádeníka. Krátce se učil obchodním příručím, učení však nedokončil a začal pracovat jako horník v dolech. V 19 letech nastoupil k meklenburské policii, o rok později vstoupil do NSDAP, pak jako dobrovolník do Waffen SS.
V roce 1932 už byl Untersturmführerem a o dva roky později byl jako Obersturmführer vybrán do Leibstandarte. Zúčastnil se tažení do Polska a do Francie a následně povýšen do hodnosti SS-Sturmbannführera. Během bojů v Řecku už byl velitelem průzkumného oddílu a 15. května 1941 absolvoval v jeho čele velkolepý boj v průsmyku Klissura.
V bojích u Charkova si ke svému Rytířskému kříži vysloužil dubové ratolesti a současně i povýšení na SS-Obersturmbannführera. Poté již jako SS-Standartenführer převzal velení nad 25. plukem pancéřových granátníků SS (12. divize pancéřových granátníků SS Hitlerjugend). V čele své jednotky absolvoval i boje v Normandii, kde jeho divize čelila prvnímu náporu spojeneckých sil a utrpěla obrovské ztráty. V srpnu padl její velitel Fritz Witt a Meyer se stal ve svých 33 letech nejmladším německým divizním velitelem. O měsíc později byl zajat poblíž Amiens a po válce byl za podíl na vraždě kanadských zajatců z 8. června 1944 v Normandii odsouzen k trestu doživotního vězení.
Meyer sepsal ve vězení své vzpomínky a po 10 letech dne 7. září 1954 byl propuštěn na svobodu. Stál v čele organizace HIAG (´Hilfgemeinschaft auf Gegenseitigkeit der Angehörigen der ehemaligen Waffen SS´), organizace na pomoc veteránům Waffen SS a pozůstalým po jejich příslušnících. Je autorem knihy "Panzergrenadiere". Až do své smrti na infarkt při oslavě svých 51. narozenin v roce 1961 zůstal přesvědčeným nacistou.

## Vyznamenání
- Pamětní medaile 1938
- Pamětní medaile na památku prvního října 1938 se sponou Pražského hradu
- Železný kříž (1939) první a druhé třídy
- Německý kříž ve zlatě 1942
- Medaile zimní bitvu na východě 1941–1942
- Rytířský kříž Železného kříže s dubovými listy a meči
- Rytířský kříž 1941
  - dubové listy 1943
  - meče 1944